# Manuel Rosas Arreola
Manuel Rosas Arreola (Guadalajara, Jalisco, México, 14 de octubre de 1982) es un exfutbolista mexicano que jugó para la selección de Nicaragua y su último club fue el Real Estelì de Nicaragua se desempeñó como defensa.

## Selección nacional
A pesar de ser mexicano, el 27 de diciembre de 2012 obtuvo la nacionalidad nicaragüense. Ha sido internacional con la Selección de fútbol de Nicaragua en dieciocho ocasiones. El seleccionador español Enrique Llena lo convocó para la Copa Centroamericana 2013 y la Copa Centroamericana 2014.

### Goles internacionales
Resumen de Goles con la Selección de Nicaragua.
- Clasificación para la Copa Mundial de Fútbol 3 goles

- Amistosos 1 goles

- Copa de Oro 0 goles

- Copa Centroamericana 0 goles

- Goles Totales: 3 goles

| Núm. | Fecha      | Estadio, Ciudad y País               | Oponente | Goles | Resultado | Competencia                                                      |
| ---- | ---------- | ------------------------------------ | -------- | ----- | --------- | ---------------------------------------------------------------- |
| 1    | 04/09/2015 | Independence Park, Kingston, Jamaica | Jamaica  | 1     | 3–2       | Clasificación de CONCACAF para la Copa Mundial de Fútbol de 2018 |

### Participaciones en Copa Centroamericana
| Copa                      | Sede           | Resultado     |
| ------------------------- | -------------- | ------------- |
| Copa Centroamericana 2013 | Costa Rica     | Primera Ronda |
| Copa Centroamericana 2014 | Estados Unidos | Primera Ronda |

## Clubes
| Club                    | País      | Año         |
| ----------------------- | --------- | ----------- |
| Monarcas Morelia        | México    | 2001 - 2004 |
| Alacranes de Durango    | México    | 2004 - 2008 |
| Tigrillos de Nuevo León | México    | 2008 - 2010 |
| Real Estelí             | Nicaragua | 2010 - 2022 |